# André Emanuel Kaminski
André Emanuel Kaminski (* 18. März 1985 in München) ist ein deutscher Schauspieler polnischer Abstammung.

## Leben
André Emanuel Kaminski besuchte das Luitpold-Gymnasium in München-Lehel. Seine ersten schauspielerischen Erfahrungen machte er im dortigen Schultheater, wo er acht Jahre bei Aufführungen mitwirkte. Er war bereits während seiner Schulzeit als Kind und Jugendlicher in Fernsehserien, Fernseh- und Spielfilmen zu sehen.
Sein TV-Debüt hatte er 1998 in der Rolle des 12-jährigen Scheidungskinds Leo im Münchner Tatort Schwarzer Advent an der Seite von Christian Berkel. Unter der Regie von Christian von Castelberg spielte er in dem TV-Familiendrama Nicht ohne meine Eltern (1999) als 12-jähriger Jonathan Winter, der versucht, seine Eltern (dargestellt von Claudia Michelsen und Jophi Ries), wieder zusammenzubringen, seine erste Fernsehhauptrolle.
Weitere Hauptrollen erhielt Kaminski von dem Regisseur Florian Gärtner, der ihn zunächst im Fernsehfilm Mensch Mutter, der seine Premiere im September 2003 beim Filmfest Hamburg hatte, als „Teeniesohn“ von Suzanne von Borsody besetzte. In der ProSieben-Filmkomödie Sex Up – Jungs haben’s auch nicht leicht (2003) und ihrer Fortsetzung Sex Up – Ich könnt’ schon wieder (2005) spielte er anschließend unter Gärtners Regie die Hauptrolle des Anton „Ziege“ Ziegler.
In der TV-Serie Um Himmels Willen war er in mehreren Folgen als Anführer einer Jugendgang zu sehen. Von September 2006 bis Dezember 2007 spielte er im Hauptcast der RTL-Seifenoper Alles was zählt die Rolle des Tim Herzog.
Als Sprecher trat er im März 2009 im Rahmen eines Benefizkonzerts, bei dem Felix Mendelssohn Bartholdys Sommernachtstraum-Musik und Mozarts Klavierkonzert C-Dur (KV 467) aufgeführt wurden, gemeinsam mit den Ungarischen Philharmonikern unter der Leitung von Daniel Grossmann im Herkulessaal München auf.
Von 2012 bis 2015 studierte Kaminski Journalismus und Unternehmenskommunikation an der Hochschule für Medien, Kommunikation und Wirtschaft (HMKW) in Berlin. Kaminski, der mittlerweile hauptsächlich als Redakteur im TV-Bereich arbeitet, lebt in Berlin. Der Kameramann Janusz Kamiński ist sein Onkel.

## Filmografie
Fernseh- und Kinofilme:
- 1999: Nicht ohne meine Eltern
- 2000: Harte Jungs (Kinofilm)
- 2002: Der Freund meiner Mutter
- 2003: Die Stimmen
- 2003: Mensch Mutter
- 2003: Der Herr der Wüste
- 2003: Sex Up – Jungs haben’s auch nicht leicht
- 2005: Sex Up – Ich könnt’ schon wieder
- 2006: Glück auf vier Rädern
- 2012: Offroad (Kinofilm)

Fernsehserien und Fernsehreihen:
- 1998: Tatort: Schwarzer Advent (Fernsehreihe)
- 2002–2003: Um Himmels Willen (Serienrolle, neun Folgen)
- 2000: Im Namen des Gesetzes (Folge Unerwünscht)
- 2003: Kommissarin Lucas – Die blaue Blume (Fernsehreihe)
- 2004: Die Kommissarin  (Folge Tödlicher Treffer)
- 2004: 18 – Allein unter Mädchen (Folge 2.07, Liebe und Triebe)
- 2006: SOKO 5113 (Folge Man stirbt nur einmal)
- 2006–2007: Alles was zählt (Serienrolle, Folge 5–323)
- 2008: Die Rosenheim-Cops (Folge Eine tödliche Partie)
- 2015: Frauenherzen (Folge #1.5)
- 2018: Tschiller: Off Duty